# انرجایزر

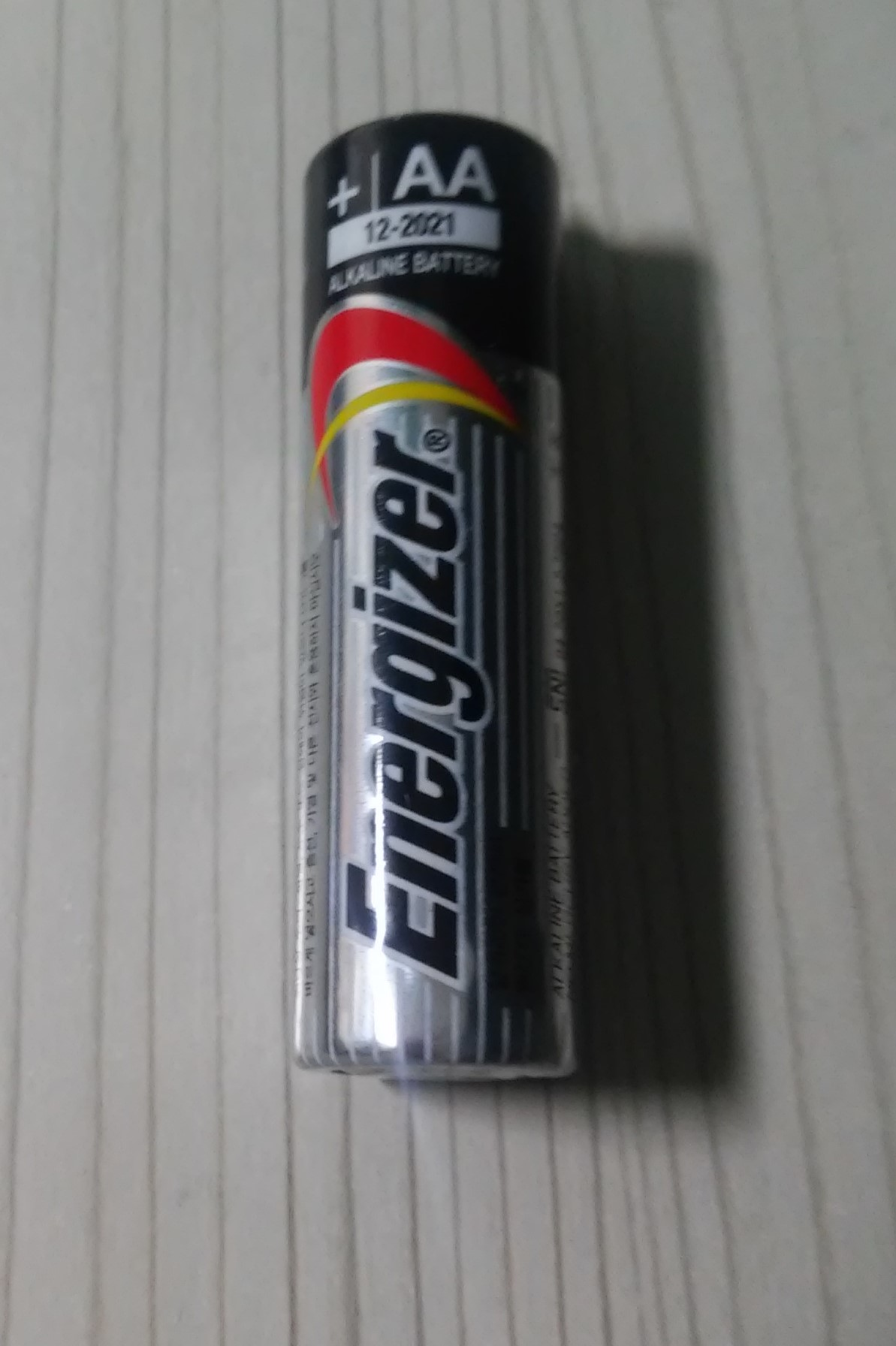
باتری قلمی انرجایزر

شرکت هولدینگ انرجایزر (به انگلیسی: .Energizer holding inc) شرکتی آمریکایی است که در زمینه تولید و عرضه انواع باتری فعالیت می‌کند. این شرکت، یکی از بزرگ‌ترین شرکت‌های تولیدکنندهٔ باتری در جهان است و محصولات خود را با نام‌های تجاری انرجایزر، Ray-O-Vac، وارتا و Eveready، عرضه می‌کند. این شرکت تا سال ۲۰۱۵ در تجارت محصولات مراقبت‌های شخصی نیز فعالیت داشت که این محصولات از سال ۲۰۱۵، با نام تجاری اِجوِل عرضه می‌شوند.
شرکت انرجایزر در سال ۱۸۹۶ راه‌اندازی شد و هم‌اکنون مالک چندین برند شناخته‌شده، مانند پلی‌تکس، آوردی، ویلکینسون اسوورد، شیک، هاوائین تروپیک و پرسونا می‌باشد.
دفتر مرکزی این شرکت در شهر تاون اند کانتری، میزوری، ایالات متحده آمریکا قرار دارد و سهام آن در بازار بورس نیویورک معامله می‌شود.